# Augstenberg
Augstenberg (također poznat kao Piz Blaisch Lunga ) je planina u Silvretskim Alpama, koja se nalazi na granici između Austrije i Švicarske. Nalazi se na nadmorskoj visini od 3,230 m/nm. Sekundarni vrh na jugu ima visinu od 3225 metara. Na svojoj istočnoj strani Augstenberg gleda na prijevoj Futschöl (2768 m).

## Vanjske poveznice
|  | Zajednički poslužitelj ima još gradiva o temi Augstenberg |

- Augstenberg na Hikru